# Jacob van Dorsten
Jacob van Dorsten (ca. 1645 - 1674)  est un peintre de l'âge d'or de la peinture néerlandaise.

## Biographie
Jacob van Dorsten est né vers 1645 à Dordrecht. Ses parents sont Jan Fransz van Dorsten et Geertruid van Gerwen
On sait de lui qu'il a notamment été l'élève de Rembrandt, qu'il a été actif à Dordrecht en 1667-1668, Leyde et Amsterdam et qu'il est principalement un peintre d'histoire et de portrait.
Jacob van Dorsten meurt à Amsterdam en janvier 1674 et est enterré le 6 de ce mois,.